# Moschea di Bibi-Khanym
La moschea di Bibi-Khanym (in persiano مسجد بی بی خانم‎; in uzbeco Bibi-Xonum machiti; in russo Мечеть Бибиханым?; ma anche: .. Khanum / Khanom / Hanum / Chanym / Hanim, etc.) è uno dei più importanti monumenti di Samarcanda. Nel XV secolo è stata una delle più grandi e più belle moschee del mondo islamico. Entro la metà del XX secolo, solo un rudere grandioso è sopravvissuto, ma ora le parti principali della moschea sono state restaurate.

## Storia

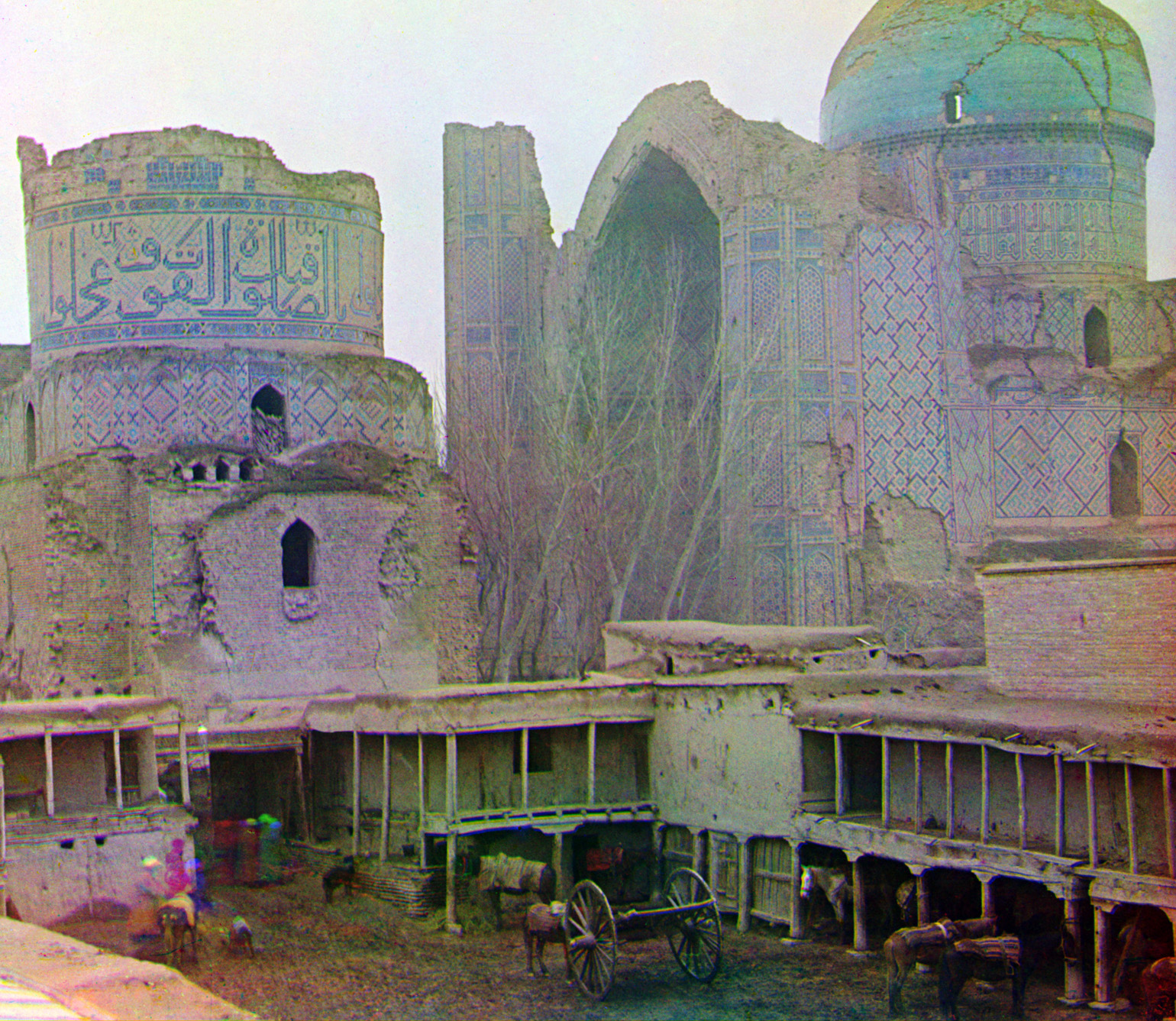
Una fotografia scattata a volte tra il 1905 e il 1915 da una fotografia a colori del pioniere Sergei Mikhailovich Prokudin-Gorskii mostra l'aspetto della moschea dopo il crollo nel terremoto del 1897.

Dopo la sua campagna indiana nel 1399 Tamerlano decise di intraprendere la costruzione di una moschea gigantesca nella sua nuova capitale, Samarcanda. La moschea è stata costruita usando la ricchezza saccheggiata durante la sua conquista dell'India. Quando Tamerlano tornò dalla sua campagna militare nel 1404 la moschea era stata quasi completata. Tuttavia non era felice dell'avanzamento dei lavori, quindi, aveva subito fatto vari cambiamenti, soprattutto per quanto riguarda la cupola maggiore.
Dall'inizio della costruzione, problemi staticità della struttura si rivelarono. Varie ricostruzioni e rinforzi furono intrapresi al fine di salvare la moschea. Tuttavia, dopo qualche anno i primi mattoni avevano cominciato a cadere fuori dalla grande cupola, sopra il mihrab. Tamerlano così ad intervenire spesso al di là delle regole strutturali. I suoi costruttori erano certamente consapevoli di questo, ma non volevano accettare le loro opinioni e la realtà.
Alla fine del XVI secolo il Khan Abdullah II (Khan Abdollah Ozbeg) (1533/4-1598), l'ultima dinastia dei Khan shaybanidi di Bukhara, annullò tutti i lavori di restauro della moschea. Dopo di che, la moschea venne giù diventando una rovina rosa dal vento, dal tempo e dai terremoti. L'arco interno della costruzione del portale crollò nel 1897. Nel corso dei secoli i resti sono stati saccheggiati dagli abitanti di Samarcanda in cerca di materiale da costruzione soprattutto di mattoni delle gallerie in muratura lungo le colonne di marmo.

Una prima indagine di base per garantire la sicurezza delle rovine è stata fatta in epoca sovietica. Verso la fine del XX secolo, il governo uzbeko ha iniziato il restauro di tre edifici a cupola e del portale principale. Nel 1974, il governo sovietico uzbeko ha iniziato la complessa ricostruzione della moschea. La decorazione di cupole e facciate è stata ampiamente restaurata e integrata. I lavori per il restauro della moschea continuano tuttora.

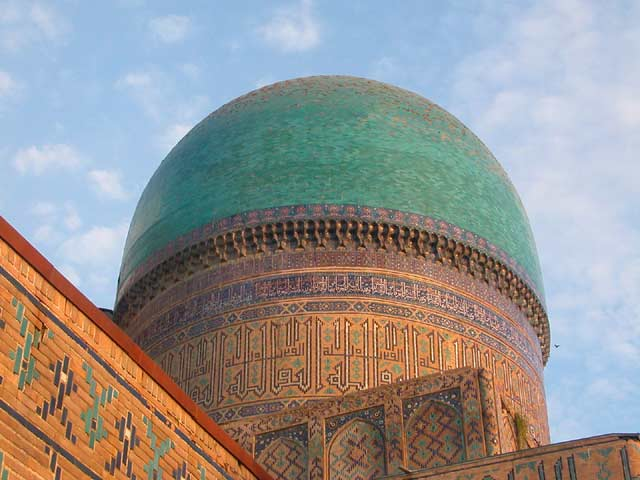
La cupola della camera principale è alta 40 m.

## Architettura
La moschea segue il piano del suo cortile. Le sue pareti esterne racchiudono un'area rettangolare che misura 167 metri di lunghezza e 109 metri di larghezza e corre grosso modo da nord-est a sud-ovest, in direzione della Qibla.
Entrando nella moschea dall'entrata principale a nord-est, attraverso il vasto (35 metri di altezza) portale che conduce al cortile, sul lato opposto a sud-ovest si trova una cupola monumentale sopra una base quadrata intorno ai 40 m di altezza, che è la più grande della moschea. Tuttavia non può essere vista dal cortile in quanto l'intero edificio è coperto da dentro, sempre a sud-ovest, dal grandioso pischtak di 38 m, che incornicia un monumentale e profondo iwan. L'iwan non consente di entrare all'interno della costruzione sottostante la cupola; questo può essere fatto solo dai lati. Altre due cupole sono associate agli iwan laterali (sud-est e nord-ovest), più modesti nelle loro dimensioni. In tal modo, la moschea implementa il classico tipo di architettura persiano-islamica del "sistema di quattro-Iwan".
In precedenza, vi erano sui quattro lati delle gallerie aperte che misuravano 7,2 m di altezza all'interno del cortile. La loro copertura è stata creata dalla giustapposizione di tante piccole volte in mattoni piatti e cupole supportate da una foresta di oltre 400 colonne di marmo e contrafforti. Oggi, può essere visto solo un accenno di tali gallerie.
Quattro minareti agli angoli esterni del sito sono stati restaurati. Altri quattro minareti più maestosità, che fiancheggiavano l'arco del portale di ingresso e la Pischtak dell'edificio principale a cupola, non sono stati ancora completati.
Nel mezzo del cortile si trova un piedistallo di pietra per contenere il Corano fatto di pregiati blocchi di marmo decorati. Questa notevole scultura è dell'epoca di Timur.
L'enorme moschea di Bibi Khonym con le sue tre sale a cupola, le gallerie coperte e il cortile aperto era destinata a raccogliere l'intera popolazione maschile della città di Samarcanda per le preghiere comuni del venerdì.
Nella costruzione delle tre cupole della moschea di Bibi-Khanym, sofisticata al tempo di Timur, un'importante novità è stata applicata: una costruzione duplice, dove la sala della cupola interna non corrisponde né alla forma né all'altezza della cupola dall'esterno. Vi è uno spazio vuoto tra il soffitto interno e la cupola esterna. Questa costruzione della cupola ha permesso alla sala principale della moschea di avere delle proporzioni di 30 m di altezza interna sopra il mihrab. Nel frattempo, l'alta cupola esterna di 40 m del corpo principale, potrebbe essere stata progettata per ottenere la massima e visibilità. Questo schema è stato applicato anche alle strutture a cupola laterali.

## Curiosità
- Taluni ritengono che questa gigantesca moschea in rovina sia stata costruita dalla moglie mongola di Tamerlano, Bibi-Khanum, mentre Tamerlano era lontano, in guerra. Chi crede che Bibi-Khanum fosse una nipote di Gengis Khan non si rende però conto che egli morì almeno duecento anni prima.
- Secondo una leggenda, l'architetto s'innamorò follemente di lei e rifiutò di completare il lavoro se ella non avesse acconsentito a baciarlo. Il bacio lasciò tuttavia un segno e l'oltraggiato Tamerlano ordinò di uccidere entrambi e decretò che da allora in poi le donne del suo impero portassero il velo secondo lo stile arabo. Ma le speranze romantiche sono condannate alla delusione: non c'è alcuna fonte affidabile che menzioni una moglie di Tamerlano che fosse nota col nome di "Bibi-Khanum" (che letteralmente significa "donna-donna" in persiano). La più anziana moglie di Tamerlano, una vecchia potente donna chiamata Saray-mulk Khanum, in onore della quale fu battezzata la moschea, non richiama alla mente la bella eroina dell'affascinante fiabesca storia.
- Secondo la locale tradizione se una donna cammina carponi sotto il piedistallo del Corano, avrà molti figli.[5]

## Galleria d'immagini

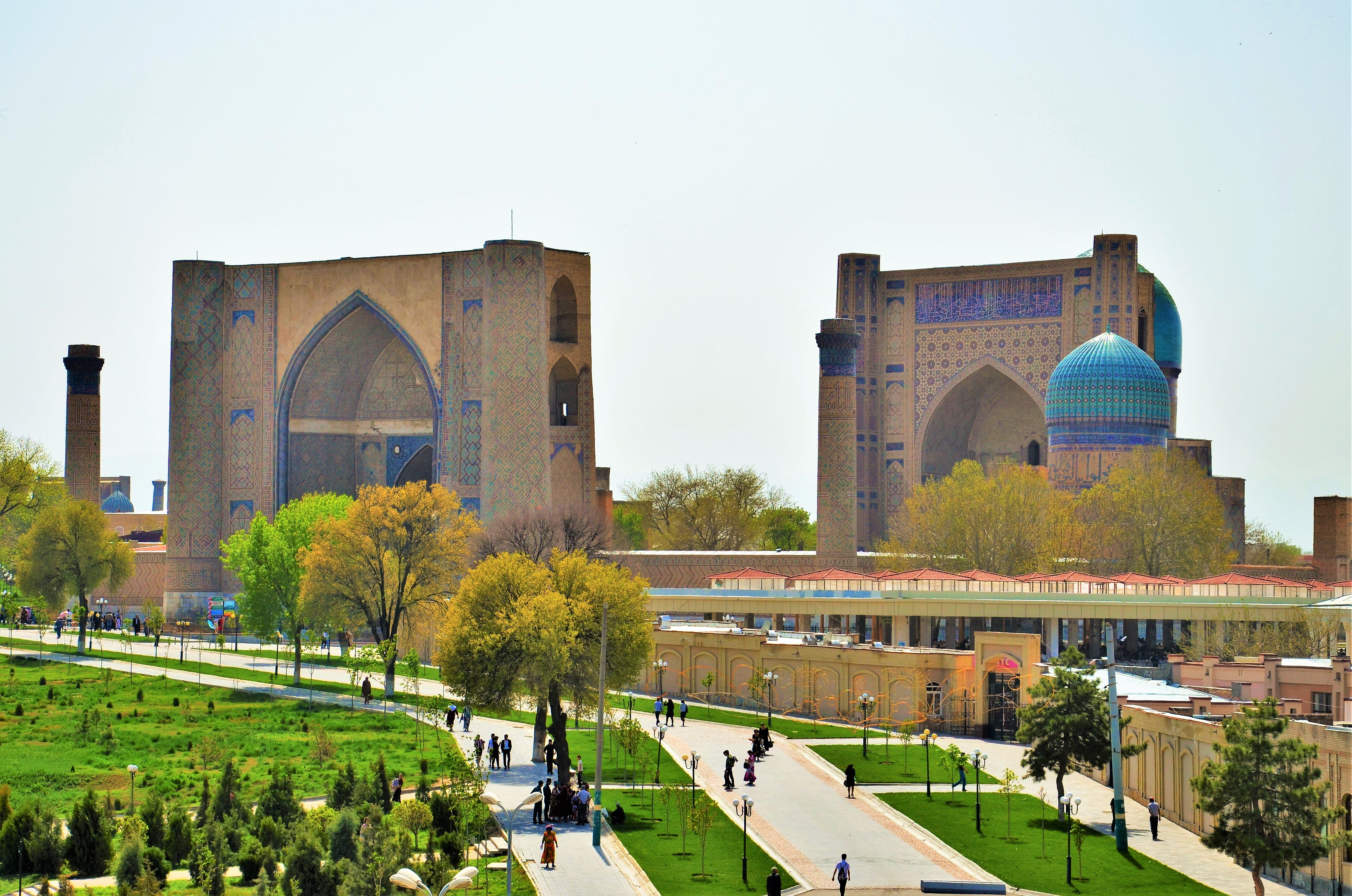
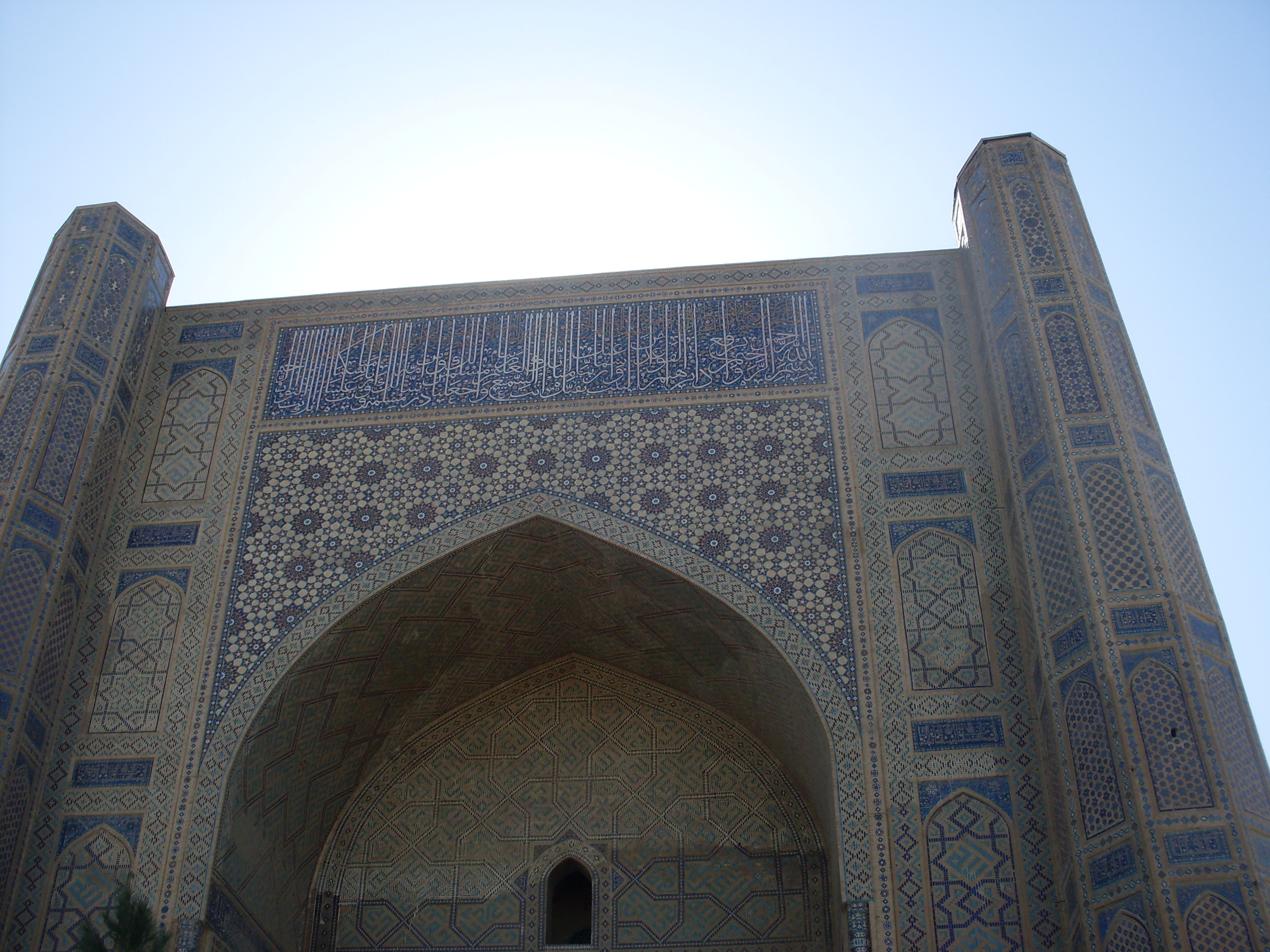
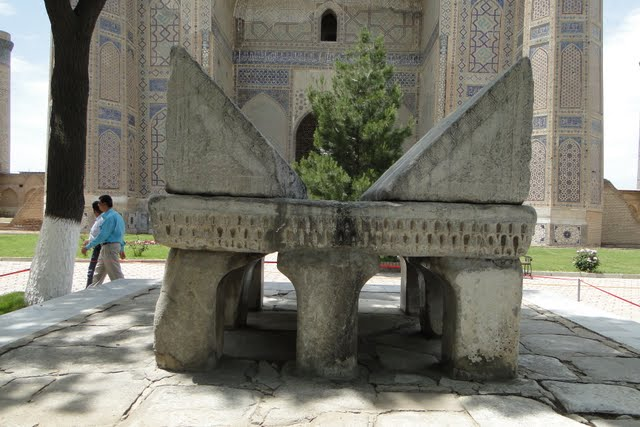
La pietra di Koran
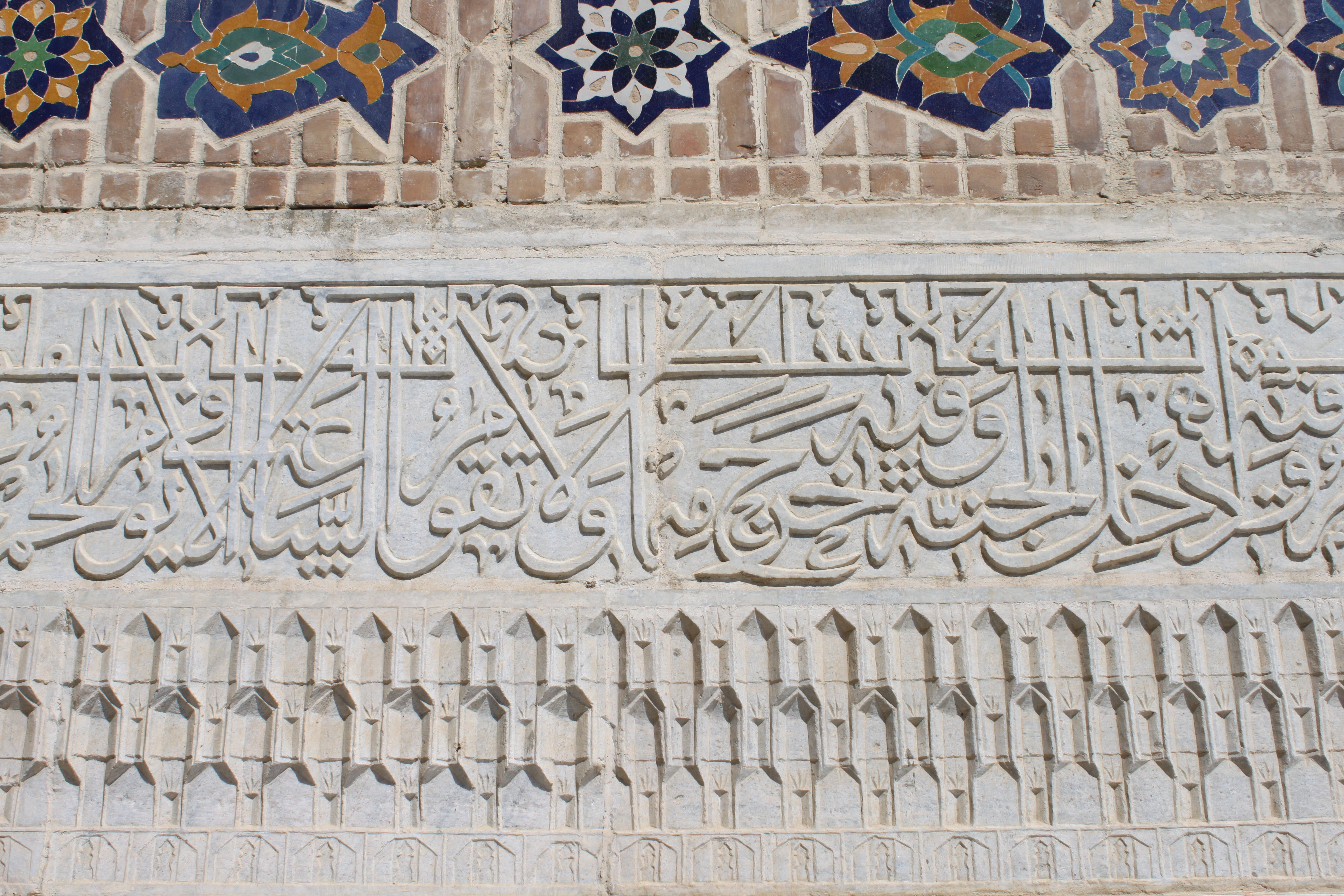
Dettaglio di scritta cufica